# Operación Ha-Har
La Operación Ha-Har (en hebreo: מבצע ההר‎, transliteración: Mivtzá Ha-Har, lit. Operación Montaña) fue una campaña de las FDI contra los pueblos ubicados al suroeste de Jerusalén, lanzada a finales de octubre de 1948.
La operación duró del 18 al 24 de octubre y se llevó a cabo por tropas de las brigadas Harel y Etzioni. Las aldeas fueron defendidas por unidades del ejército egipcio. Para el final de la campaña más de una docena de aldeas habían sido capturados. Coincidió con la operación Yoav, cuando Israel atacó posiciones egipcias más al sur.

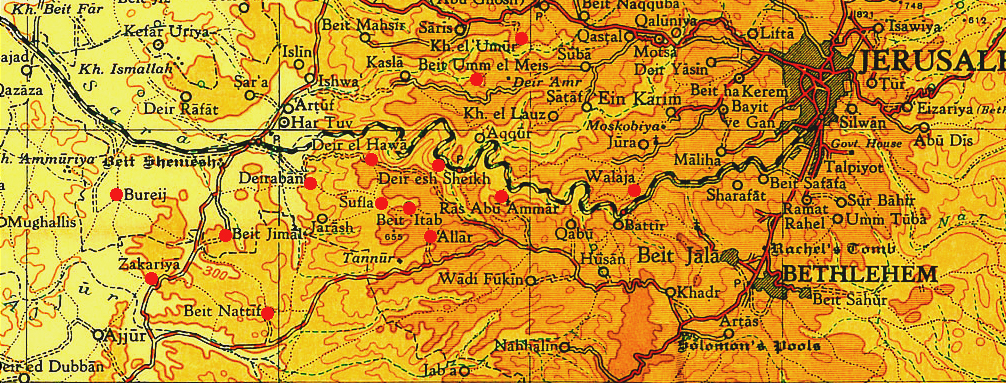
Aldeas capturadas durante la operación Ha-Har, octubre de 1948.